# Salvatierra de Santiago
Salvatierra de Santiago es un municipio español, en la provincia de Cáceres, comunidad autónoma de Extremadura.

## Historia
En el siglo XVII el Concejo alquilaba los pastos de las tierras comunales a ganaderos trashumantes. Estos traían sus ganados desde el Valle de Cameros (Ortigosa, Brieva de Cameros, Nieva de Cameros) en La Rioja, o desde Ávila (Hoyocasero). Los ganados, ovejas, pasaban aquí los inviernos, para volver a sus tierras en primavera a pasar el verano, venían un año tras otro.
Debemos recordar que por el centro de Salvatierra discurre un Cordel de Ganados de la Cañada Real Leonesa Occidental, y que da nombre a la calle más larga del pueblo: Calle Cordel. Existen varios documentos de este tipo en el Archivo Municipal de Salvatierra de Santiago, son de gran interés pues se pueden conocer las condiciones del alquiler de los pastos, la procedencia de los ganados e incluso los nombres de los ganaderos. Cabe citar como monumento destacado la capilla neogótica de Santa Catalina, erigida por doña Catalina Canchal Donaire en 1908, con imágenes de Santa Catalina de Alejandría, en honor a la fundadora, Santo Domingo de Silos, por su padre, don Domingo Canchal Cáceres y su hermano; San Francisco de Asís, por su esposo, don Francisco León Bonilla y San Eusebio, por su madre, doña Eusebia Donaire Bravo. 
A la caída del Antiguo Régimen la localidad se constituye en municipio constitucional, entonces conocido como Salvatierra, en la región de Extremadura que desde 1834 quedó integrado en partido judicial de Montánchez. En el censo de 1842 contaba con 220 hogares y 1205 vecinos.

## Demografía
Salvatierra de Santiago cuenta con una población de 248 habitantes (INE 2024).
| Gráfica de evolución demográfica de Salvatierra de Santiago entre 1842 y 2021                                                                                     |
| |
| Población de derecho según los censos de población del INE Población de hecho según los censos de población del INEEn este censo se denominaba Salvatierra: 1842. |